# PGC 9804
LEDA/PGC 9804 ist eine linsenförmige Galaxie vom Hubble-Typ S0 im Sternbild Andromeda am Nordsternhimmel. Sie ist schätzungsweise 230 Millionen Lichtjahre von der Milchstraße entfernt und hat einen Durchmesser von etwa 70.000 Lichtjahren. Vom Sonnensystem aus entfernt sich das Objekt mit einer errechneten Radialgeschwindigkeit von näherungsweise 5.000 Kilometern pro Sekunde.

## Galaktisches Umfeld
| Nr. | Galaxie          | Alternativname          | Rek           | Dek           | Distanz/asec |
| --- | ---------------- | ----------------------- | ------------- | ------------- | ------------ |
| →   | LEDA/PGC 9804    | CGCG 539-050            | 02h34m25.837s | +41d08m53.11s | 0            |
| 1   | LEDA/PGC 9825    | UGC 2058                | 02h34m53.37s  | +41d07m06.9s  | 328.05       |
| 2   | LEDA/PGC 2175356 | 2MASX J02340450+4104481 | 02h34m04.53s  | +41d04m48.1s  | 349.38       |
| 3   | LEDA/PGC 2176893 | 2MASX J02335416+4110371 | 02h33m54.22s  | +41d10m36.9s  | 372.48       |
| 4   | LEDA/PGC 2178643 | 2MASX J02335453+4117091 | 02h33m54.54s  | +41d17m09.3s  | 609.29       |
| 5   | LEDA/PGC 2179618 | 2MASX J02342961+4120326 | 02h34m29.64s  | +41d20m32.5s  | 700.76       |
| 6   | LEDA/PGC 2180099 | 2MASX J02341780+4122206 | 02h34m17.80s  | +41d22m20.9s  | 813.00       |
| 7   | LEDA/PGC 9827    | UGC 2060                | 02h35m03.19s  | +41d21m26.5s  | 863.11       |
| 8   | LEDA/PGC 9755    | CGCG 539-044            | 02h33m40.16s  | +41d20m47.2s  | 880.80       |
| 9   | LEDA/PGC 2177335 | 2MASX J02330963+4112224 | 02h33m09.63s  | +41d12m22.5s  | 885.04       |
| 10  | LEDA/PGC 2178084 | 2MASX J02354652+4115088 | 02h35m46.51s  | +41d15m09.0s  | 984.52       |
| 11  | NGC 980          | LEDA/PGC 9831           | 02h35m18.56s  | +40d55m35.4s  | 995.90       |